# Săuca
Săuca (Hongaars: Sződemeter) is een Roemeense gemeente in het district Satu Mare.
Săuca telt 1448 inwoners. Het dorp is de geboorteplek van Ferenc Kölcsey (1790), de bekende Hongaarse tekstdichter en schrijver van het Hongaarse volkslied (Himnusz).
De gemeente bestaat uit de volgende dorpen:
- Becheni /Pele
- Cean /Tasnádcsány
- Chisău /Keszi
- Săuca /Sződemeter
- Silvaș /Tasnádszilvás

In 2011 was 46,8% van de bevolking Roemeens, 31,3% Hongaars en 21,7 procent Roma. In de dorpen Becheni (Pele) en Chisău (Keszi) zijn de Hongaren in de meerderheid. In de overige dorpen de Roemenen. Qua moedertaal is de verhouding ongeveer 50/50 Roemeens/Hongaars omdat de Roma bevolking Hongaarstalig is.
Steden met gemeentestatus: Satu Mare · Carei

Steden zonder gemeentestatus: Ardud · Negrești-Oaș · Tășnad · Livada

Gemeenten: Acâș · Andrid · Apa · Bătarci · Beltiug · Berveni · Bixad · Bârsău · Bogdand · Botiz · Călinești-Oaș · Cămărzana · Cămin · Căpleni · Căuaș · Cehal · Certeze · Craidorolț · Crucișor · Culciu · Doba · Dorolț · Foieni · Gherța Mică · Halmeu · Hodod · Homoroade · Lazuri · Medieșu Aurit · Micula · Moftin · Odoreu · Orașu Nou · Păulești · Petrești · Pir · Pișcolt · Pomi · Sanislău · Santău · Săcășeni · Săuca · Socond · Supur · Tarna Mare · Terebești · Tiream · Târșolț · Turț · Turulung · Urziceni · Valea Vinului · Vama · Vetiș · Viile Satu Mare